# Gorjanin (Schiff)
Die Gorjanin (bulgarisch Горянин) war ein 1947 gebauter Dreimastgaffelschoner und das größte in Bulgarien gebaute Holzschiff. Ab 1951 diente sie als Schulschiff, zunächst als N. J. Vaptsarov in der Marine, ab 1981 in der Organisation für Verteidigungskooperation als Patriot. Zuletzt war sie Restaurantschiff und sank 1993 in der Bucht von Warna. Das Wrack ist seit 2008 in Zarewo als „Gorjanin-Schiff“ ausgestellt.

## Geschichte
Während des Zweiten Weltkrieges mangelte es in Bulgarien an Schiffsraum, da dieser primär für den militärischen Bedarf herangezogen wurde. Die Forstgenossenschaft des Bezirks Strandscha suchte daher nach Möglichkeiten, den Bedarf an Schiffsraum für den Export ihrer Holzkohle in die Türkei zu sichern, und gründete dazu 1941 eine eigene Werft in Zarewo. Dort baute sie hölzerne Schiffe für die Küstenschifffahrt, vor allem Fischereifahrzeuge und für den Frachttransport Motorsegler, die im Schwarzen Meer noch bis Mitte des 20. Jahrhunderts gebräuchlich waren.

### FrachtseglerGorjanin(1948–1951)
Nach Ablieferung an die genossenschaftseigene Reederei Chernomorie wurde die Gorjanin am 22. März 1948 in Burgas registriert und erhielt die Nummer 55 zugewiesen. Für die Genossenschaft blieb der Schoner lediglich etwa ein Jahr in Fahrt.
1948 wurde die Gorjanin wie alle Schiffe von mehr als 40 BRT der privaten und genossenschaftlichen Reedereien sowie der Societé Commerciale Bulgare de Navigation à Vapeur verstaatlicht und zur Staatsreederei Navigation Maritime Bulgare (Navibulgar) verschmolzen. Die Übergabe der Gorjanin an die Navigation Maritime Bulgare erfolgte zusammen mit sechs weiteren Schiffen der Genossenschaft am 28. Oktober 1949. Auch bei der neuen Reederei blieb der Schoner nicht lange: Gemäß Ministerialerlass übergab diese das Schiff 1951 an die Marine des Landes, die es der Marineakademie Warna zuwies.

### SchulschiffN. J. Vaptsarov(1951–1981)
Die Marine stellte den Schoner im Mai 1951 in Dienst und gab ihm den Namen N. J. Vaptsarov nach dem Dichter Nikola Wapzarow. Für die Nutzung als Segelschulschiff der Marineakademie Warna ließ sie Umbauten vornehmen: So wurde unter anderem vor dem Großmast eine zusätzliche Brücke für den Navigationsunterricht eingebaut, der Laderaum in eine Kabine für 45 Kadetten umgewandelt und ein Sechszylinder-Viertakt-Dieselmotor von Škoda mit ebenfalls 240 PS installiert. In den Folgejahren führte die N. J. Vaptsarov regelmäßig Ausbildungsfahrten entlang der Schwarzmeerküste durch.
Von 1958 bis 1959 wurde der Segler in der staatlichen Werft in Burgas zu einem reinen Motorschiff umgebaut, was sein Aussehen grundlegend änderte: Dabei wurden die Masten entfernt, Deckaufbauten eines Passagierschiffes hinzugefügt und zwei Jahre später auch der Bugspriet ausgebaut und das Schanzkleid geschlossen. Anschließend setzte die Marine die N. J. Vaptsarov bis zur Außerdienststellung 1981 wieder als Schulschiff ein.

### Schulschiff und RestaurantschiffPatriot(1981–1993)
Nach 30 Dienstjahren in der Marine übergab diese das Schiff an die „Organisation für Verteidigungskooperation“ – dem bulgarischen Pendant zur ostdeutschen Gesellschaft für Sport und Technik. Nach einem Werftaufenthalt zur Überholung erhielt das Schiff den neuen Namen Patriot. Nach dem demokratischen Wandel in Osteuropa vermietete die Gesellschaft das Schiff als Restaurantschiff. Während eines Sturmes in der Nacht vom 4. auf 5. Oktober 1993 sank die Patriot in der Bucht von Warna auf Grund. Dort verblieb das Schiff, wurde sukzessive geplündert und zerfiel zusehends.

### MuseumsschiffGorjanin(seit 2008)
Im Sommer 2005 wurden die Reste des Schiffes aus der Bucht entfernt und Teile des Schiffsbodens mit Propellerwelle, Propeller und Anker dem Marinemuseum Warna übergeben. 2008 wurden diese Wrackreste nach Zarewo gebracht, wo das Wrack in einem eigens hergerichteten kleinen Freilichtmuseum unter ihrem ursprünglichen Namen Gorjanin ausgestellt ist und an die frühere Werft und das größte bulgarische Holzschiff erinnert.

Ausstellungsbereich in Zarewo mit Gorjanin
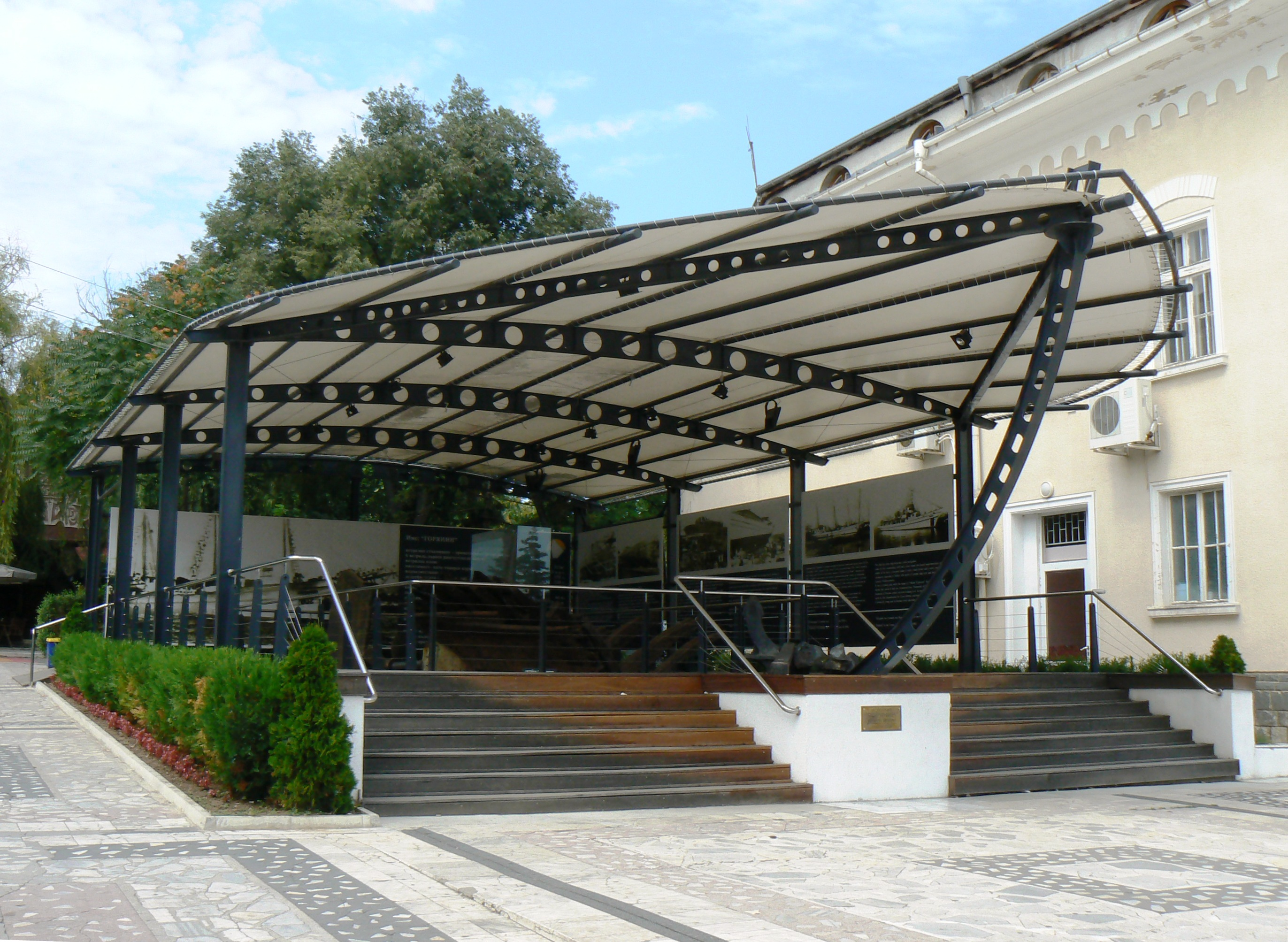

## Bau und technische Daten
Nachdem bereits im Frühjahr/Sommer 1942 mit der Beschaffung des Materials begonnen worden war, erfolgte am 10. Mai 1943 die Kiellegung des Dreimastschoners auf der Werft der Forstgenossenschaft des Bezirks Strandscha in Zarewo. Das Schiff entstand komplett in Holzbauweise. Aufgrund der schwierigen Materialversorgung im und nach dem Krieg fand der Stapellauf erst im August 1947 statt, bei dem er den Namen Gorjanin erhielt. Im September 1947 war der Schoner fertiggestellt, der zugleich das größte in Bulgarien gebaute Holzschiff war.
Die Gorjanin war als Dreimastgaffelschoner mit 313 m² Segelfläche getakelt und verdrängte 370 Tonnen. Sie war 39,11 Meter lang, 8,50 Meter breit und hatte 2,81 Meter Tiefgang. Ein Dieselmotor des dänischen Herstellers Burmeister & Wain unterstützte den Segler. Er leistete 240 PS und wirkte auf eine Schraube. Unter Segeln konnte das Schiff bis zu 7,0 kn, mit Motor 7,5 kn Geschwindigkeit erreichen. In der Marine bestand die Stammbesatzung aus 15 Mann.